# International Association for Child and Adolescent Psychiatry and Allied Professions (IACAPAP)
A Associação Internacional de Psiquiatria da Infância e Adolescência e Profissões Afins (do original, em inglês, International Association for Child and Adolescent Psychiatry and Allied Professions, ou IACAPAP é uma organização não-governamental internacional, a organização profissional que serve como guarda-chuva para as associações e sociedades de saúde mental da infância e adolescência ao redor do mundo e seus membros individuais.  A IACAPAP luta pelos direitos de crianças em sofrimento e suas famílias em nível nacional e internacional através das associações afiliadas e de ligações diretas com a Organização Mundial da Saúde e a World Psychiatric Association, entre outras, e é comprometida em dissipar disparidades de todos os tipos que arte, o desenvolvimento e a saúde de crianças e adolescentes. 

## História
Em 1935 um grupo de psiquiatras da infância começou a trabalhar para estabelecer e expandir uma rede de contatos entre psiquiatras trabalhando no novo campo médico da Psiquiatria da infância e Adolescência apesar das perturbações causadas pela Segunda Guerra Mundial. Estes pioneiros eram Georges Heuyer (França), Moritz Tramer (Suíça), Paul Schröder (Alemanha), Carlos de Sanctis (Itália), Nic Waal (Noruega) e Emanuel Miller (Reino Unido).
O que chamamos de IACAPAP hoje começou em 1937 como o Comitê Internacional pela Psiquiatria da Infância. Georges Heuyer, o então diretor da Clinique Annexe de Neropsychiatrie Infantile de Paris, organizou e presidiu o primeiro congresso em Paris em 1937, oficialmente chamado de Primeira Conferência Internacional em Psiquiatria da infância (originalmente, em inglês, First International Conference on Child Psychiatry). Associado a Heuyer, Moritz Tramer (Suíça) estava envolvido na organização deste congresso onde participaram delegados de 26 países (em sua maioria europeus). 
Dez anos e uma guerra mundial depois, o segundo congresso internacional aconteceu em Londres, em 1948. Durante esta reunião o Comitê Internacional foi renomeado Associação Internacional para Psiquiatria da Infância (do original, em inglês, International Association of Child Psychiatry) com cerca de 30 sociedades nacionais como membras. Todos os países deveriam ter acesso a esta associação, porém um comitê deveria verificar as qualificações de cada candidatura.
O nome da Associação mudou novamente durante o congresso de Lisboa, desta vez para A Associação Internacional de Psiquiatria da Infância e Profissões Aliadas (do original, em inglês, The International Association for Child Psychiatry and Allied Professions, ou IACP&AP). Apenas no nono congresso (Melbourne, Australia, 1978) os adolescentes foram oficialmente incorporados no nome: Associação Internacional de Psiquiatria da Infância e Adolescência e Profissões Afins(do original, em inglês The International Association for Child and Adolescent Psychiatry and Allied Professions ou IACAPAP).
Em 1954 a associação foi oficialmente incorporada em Massachussetts, EUA, como uma organização isenta de impostos. Atualmente a IACAPAP está registrada em Genebra, na Suíça, como uma Organização Não-Governamental, estruturada como uma corporação e empodeirada como uma entidade jurídica de acordo com artigos 60 ss do Código Civil Suíço e a Constituição. 

## Afiliação e Estrutura
A afiliação se divide em três categorias:: membros plenos( atualmente cerca de 60 organizações nacionais de psiquiatras da infância e adolescência e profissionais associados de todos os continentes), afiliados (outras organizações), e membros individuais.

## Congressos Mundiais
A Associação organiza congressos mundiais a cada dois a quatro anos, conforme as circunstâncias permitem. A Assembléia Geral ocorre a cada quatro anos, simultaneamente a um congresso. O 21º Congresso irá acontecer em Durban, na África do Sul, em 2014. Uma lista dos congressos internacionais pode ser encontrada em www.iacapap.org/world-congresses/past-congresses.
Na última década, a IACAPAP tem aumentado a ênfase no seu envolvimento com países com menos recursos, em relação à adesão, ambições e atividades educacionais. 

## Outras Atividades Educacionais

### Grupos de estudo
A Associação organiza grupos com a cooperação dos membros do Comitê Executivo e docentes regionais e internacionais para estimular o desenvolvimento da saúde mental infantil em países com serviços desta área menos desenvolvidos. Como exemplo, nos países da antiga União Soviética, Kenya e Nigéria.

### O Programa Bolsa Donald J Cohen
Este programa começou em 2004. Ele financia a participação de jovens profissionais altamente promissores, particularmente os que provém de países de baixa renda, nos Congressos Mundiais da Associação, além de proporcionar um programa de orientação para promover a educação, apoio e desenvolvimento de redes de colaboração. 

### O Seminário de Pesquisa Helmut Remschmidt
Esta atividade começou em 1998, apoiando jovens profissionais da área de saúde mental na infância e adolescência que desejassem seguir uma carreira científica. A estrutura é sempre a mesma. Os participantes são indicados pelos presidentes das suas respectivas organizações nacionais.

## Publicações
A IACAPAP tem uma longa história de atividades educacionais na forma de publicações e mantém um website.
Durante a década de 1960 o periódico científico Acta Paedopsychiatrica serviu como publicação oficial da IACAPAP. Atualmente, o jornal online Journal of Child and Adolescent Psychiatry é a publicação científica oficial.
Se a formação de rede com profissionais de pensamento semelhante era a força inicial da associação, a ênfase logo evoluiu para o que é hoje: "Lutar pela promoção da saúde mental e do desenvolvimento de crianças e adolescentes através de políticas, prática e pesquisa. Promover o estudo, tratamento, cuidado e prevenção de distúrbios mentais e emocionais ou deficiência envolvendo crianças, adolescentes e suas famílias através de colaboração entre os profissionais da psiquiatria da infância e adolescência, psicologia, serviço social, pediatria, saúde pública, enfermagem, educação, ciências sociais e outras disciplinas relevantes".

### Bulletin
É publicado um boletim trimestral que visa informar os membros e a comunidade em geral sobre atividades recentes, atuais e futuras da IACAPAP e outras notícias relevantes para profissionais de saúde mental da infância ao redor do mundo. Os boletins podem ser encontrados em www.iacapap.org/bulletins.

### Monografias
Desde 1970 a Associação publicou 18 monografias de autoria múltipla, geralmente lidando com tópicos relacionados ao tema principal do respectivo congresso internacional. 

### Livro-eletrônico
Um livro-texto eletrônico - o IACAPAP Textbook of Child and Adolescent Mental Health, foi publicado em 2012. Ele é disponível gratuitamente na internet, principalmente em benefício de profissionais que de outra forma não poderiam adquirir um livro-texto impresso.

### Afirmações e Declarações
Desde 1992, as declarações oficiais abordaram áreas de especial preocupação, relacionadas ao desenvolvimento e saúde mentais de crianças e têm desenhado os manejos ideais. As declarações são feitas para ser documentos amplamente divulgados como documentos ativistas. Tem sido dada atenção especial aos direitos da criança e questões éticas.

O Comitê Executivo, eleito para um mandato de quatro anos, consiste de: presidente, secretário(a)-geral e tesoureiro(a) ( junto ao presidente da gestão imediatamente anterior formam o Bureau) e nove vice-presidentes, eleitos levando em consideração o gênero e as características geográficas, culturais e profissionais, de forma a maximizar a representatividade. 

## Ligações Externas
www.iacapap.org
International Association for Child and Adolescent Psychiatry and Allied Professions
Abreviação: IACAPAP
Fundação: 1937
Tipo: ONG
Regiões atendidas: todos os continentes